# Gunadhya
Gunadhya est un auteur de l'hindouisme ayant vécu au début de notre ère. Il a écrit la Brihatkatha, livre comparé dans la culture indienne au Mahabharata et au Ramayana. De nombreuses légendes courent sur cet écrivain. Son travail a été perdu bien qu'il ait contenu 700 000 couplets, et, qu'il ait cherché à transmettre une sagesse séculaire; cependant la culture orale en a gardé de nombreuses histoires.